# Tropidion cinctulum
Tropidion cinctulum är en skalbaggsart som först beskrevs av Bates 1870.  Tropidion cinctulum ingår i släktet Tropidion och familjen långhorningar. Inga underarter finns listade i Catalogue of Life.